# حاشیه صوتی

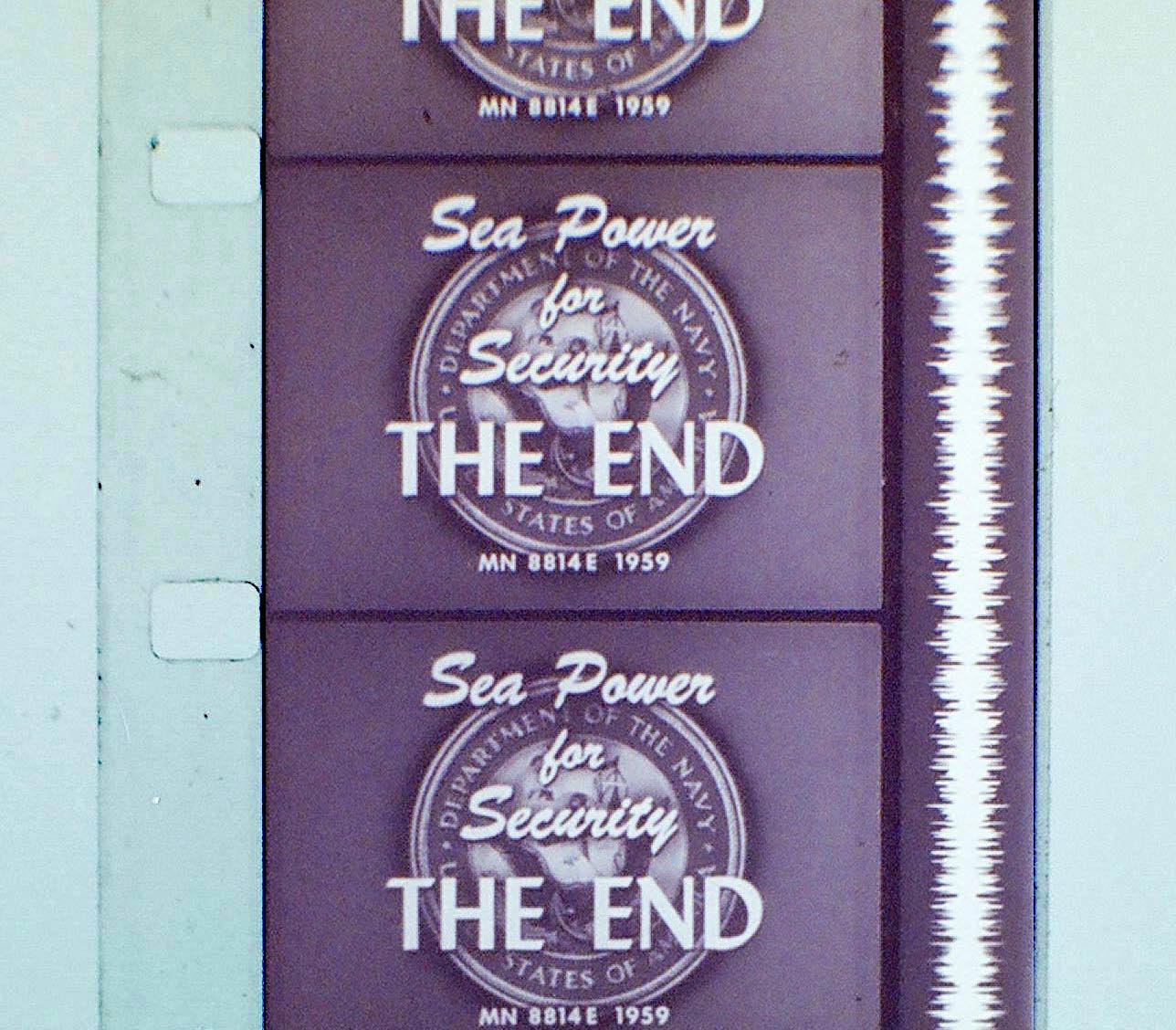
یک فیلم ۱۶ میلیمتری با کانال صدا در حاشیه (راست)

حاشیهٔ صوتی یا یا او اس تی (OST) یا ساوندترَک (به انگلیسی: soundtrack) به مجموعهٔ اصوات ضبط‌شده بر روی یک فیلم سینمایی، برنامه تلویزیونی یا بازی رایانه‌ای گفته می‌شود که دربرگیرندهٔ موسیقی، دیالوگ‌ها، افکت‌های صوتی و ترانه‌های مربوط به آن تصاویر است. امروزه واژهٔ ساندترک به آلبوم‌های موسیقی فیلم یا موسیقی بازی ویدئویی نیز تعلق می‌گیرد و معرف ترانه فیلم‌ها یا بازی‌ها است (گاهی ممکن است دربرگیرنده موسیقی بی‌کلام آن اثر نیز باشد) که به شکل مستقلی در لوح‌های فشرده منتشر می‌شوند.

## ریشهٔ نام
در گذشته و زمانی که از فیلم ۱۶ میلی‌متری برای تصویربرداری استفاده می‌شد، در کنار کادرهای تصویریِ این فیلم، یک حاشیهٔ باریک قرار داشت که در آن اطلاعات صدای فیلم ذخیره می‌شد. به این حاشیه، حاشیهٔ صوتی گفته می‌شد. در دنیای امروزی که فیلم‌ها به صورت دیجیتال درست می‌شوند یا صدای فیلم به صورت جداگانه روی نواری مجزا ضبط می‌شود، مفهوم «حاشیه» برای فیلم عملاً معنا ندارد، اما کماکان این اصطلاح رایج باقی مانده‌است.